# Dobrovlje pri Mozirju
Dobrovlje pri Mozirju je naselje u slovenskoj Općini Mozirju. Dobrovlje pri Mozirju se nalazi u pokrajini Štajerskoj i statističkoj regiji Savinjskoj. 

## Stanovništvo
Prema popisu stanovništva iz 2002. godine naselje je imalo 60 stanovnika.